# Рудянський Олександр Миколайович
Олександр Миколайович Рудянський (26 жовтня 1935 — 23 травня 2021) — радянський український композитор, заслужений діяч мистецтв України (1993), член НСКУ.

## Біографія
Народився в робочому селищі Уралець Свердловської області — на золотоносній копальні Червоний Урал Висимського району Свердловської області. Закінчив Свердловську військово-музичну школу (1951), Московське музичне училище (1957), Московський музичний інститут імені Гнесіних по класу композиції всесвітньо відомого композитора, професора Хачатуряна А. (1963). Викладав в Алма-Атинському та Карагандинському інститутах, в 1977 повернувся в Донецьк, де з 1983 викладає в Донецькій консерваторії. Завідувач кафедри композиції і сучасних музичних технологій Донецької державної музичної академії ім. С. С. Прокоф'єва.

## Твори
Творчість композитора характеризують глибокою взаємодією та синтезом «національних й інонаціональних факторів» [1]
Сценічні твори:
- опера «Данко і Ларрі» (за М. Горьким, 1976);
- балет «Піке у безсмертя» (Караганда, 1967);
- оперета «Край тюльпанів» (за повістю Ч. Айтматова «Топольок мій у червоній косинці», Алма-Ата, 1970);

кантати та ораторії
- Поема «Росія» (сл. А. Прокоф 'єва, 1963);
- Кантати: Павлик Морозов (дет., сл. Є. хорінський, 1957), Сокіл степів (сл. Т. Бейсімбекова, 1975), Акин славлять Леніна (сл. нар., 1970);

твори для оркестру
- Увертюри — на рос. теми (1960), на казах. теми (1965),
- поема Нуркен Абдіров (1974);
- Кюй-капричіо для віолончелі з оркестром (1969);
- Сюїта «Казахські ескізи» для оркестру казахахських народних інструментів (1972);

камерні твори
- Дві п'єси для ансамблю скрипалів (1965);
- Дві п'єси для квінтету духових інструментів (1969);
- Струнний квартет (1961),
- Квартет на казахські теми (1964);
- 2 тріо для гобоя, альта і фагота: I (1958), II (1962);
- Для скрипки і фортепіано — Сюїта (1957), Соната (1959);
- Для віолончелі і фортепіано — Сюїта (1958), Поема (1964),
- для фортепіано — Три прелюдії (1955), Концертний кюй (1966), П'ять п'єс (1970);

для голосу і фортепіано
- Два романси на сл. С. Щипачева (1954),
- Три романсу на сл. Ю. Друніної (1960);
- пісні (понад 100) на сл. Р. Бернса, М. Джаліля, Л. Бережних, Є. Конопницької, М. Купрєєва, І. Мартова, М. Коротовского, М. Пільчен, В. Прохоровського, Р. Тамарине, Н. Чиркова.

## Друковані праці О.Рудянського
- Апрель. [Текст]: сб. песен. — Алма-Ата: Жалын, 1976. — 51 с.
- Концертино для виолончели с оркестром. [Текст]. — Донецк: [Б. и.], 2009. — 82 с.
- Мой город тюльпанов и роз. [Текст]: лирич. песни для голоса и фп. — Донецк: ДГМА, 2007. — 108 с.
- Музыкальная летопись. [Текст]: докум. моногр. — Донецк: ДГМА, 2005. — 176 с. Семь божественных нот (из воспоминаний композитора) [Текст]. — Донецк: Побутсервіс, 2003. — 150 с.
- Шлях Тараса [Текст]: опера на дві дії, п'ять картин / Лібрето В. Юренка, В. Реви. — Донецьк: Алекс, 2008. — 242 с.